# 一宮醫院前站
一宮醫院前站（日语：／ Ichinomiya Byōinmae eki */?）是位於愛知縣一宮市河原町（現時：神山3丁目），名古屋鐵道起線的電車站（廢站）。

## 歷史
- 約1929年（昭和4年）[注 1] - 東洋紡績前站啟用[2][3]。
- 1948年（昭和23年）
  - 5月16日 - 蘇東線改名為起線。
  - 11月1日前 - 成為無人車站[4]。
- 1949年（昭和24年）12月1日 - 改名為一宮醫院前站[2][3]。
- 1953年（昭和28年）6月1日 - 隨著客量增加，使電車暫停營業。使用巴士代行[2][3]。
- 1954年（昭和29年）6月1日 - 起線正式廢除，此站也被廢除[2][3]。

## 現時
車站遺址是位於名鐵巴士神山３丁目巴士站附近。

## 其他
- 車站名稱取自車站最接近一宮醫院[注 2]。
- 開業當初的車站名稱取自車站最接近東洋紡績一宮工場。
- 在此站啟用前的1925年（大正14年）1月31日，於一宮至馬引之間曾經設有競馬場前臨時停留場[6]

## 相鄰電車站
名古屋鐵道
起線
八幡町－一宮醫院前－馬引

## 注腳